# Egyiptom nagysebességű vasúti közlekedése
Egyiptomnak jelenleg nincsenek működő nagysebességű vasúti összeköttetései, de 2018-ban elindult egy projekt, amelynek célja három ilyen vonal építése, összesen mintegy 2000 kilométer hosszúságban. Az első vonal el-Ajn esz-Szohna és Marsza Matrúh városokat, a második Október 6. és Abu Szimbel városokat, a harmadik pedig Kena városát köti össze Gurdaka és Szafága városaival.
A projektet a német Siemens vállalatok, az Arab Contractors és az Orascom Construction koalíciója hozza létre, ahol a Siemens végzi a projekt összes elektromos, mechanikai, vezérlési és irányítási munkáját, valamint a villamos vonatok gyártását és szállítását, egy karbantartó műhely létrehozását és berendezéseinek telepítését, míg az Arab Contractors és az Orascom vállalatok földhidakat, hidakat, valamint a pálya, utasterminálok és kerítések ipari munkálatait végzik.

## Története
2018. március 12-én Hisám Arafát egyiptomi közlekedési miniszter kijelentette, hogy Egyiptom egy új nagysebességű vasútvonal elindításán dolgozik, amely a Földközi-tenger (valószínűleg az északi parti kormányzóságokra, mint Alexandria, Behejra utal) és a Vörös-tenger közötti összeköttetést biztosítja több mint 10 nemzetközi vállalat részvételével.
2020 szeptemberében egy kínai-egyiptomi konzorcium, amely a China Civil Engineering Construction Corporationből, az egyiptomi Samcrete és az Arab Organization for Industrializationből áll, 9 milliárd dollárt nyert egy 543 km hosszú, 250 km/h végsebességre képes nagysebességű vasútvonal megépítésére. A villamos meghajtású szerelvényeket Port Szaídban gyártanák, kínai technológiatranszferrel Egyiptomba.

## Vonalak

### Zöld vonal
Az első 660 km-es szakasz a tervek szerint a Földközi-tengeren fekvő Marsza Matrúhnál kezdődött volna, e-Alamejn, Borg el-Arab, majd Vádi Natrún, tovább az Október 6. városig, Kairó déli részén keresztül az Új Közigazgatási Fővárosba vezetett volna, és a Vörös-tenger Szuezi-öblénél, Ajn Szúhnában végződött volna. 2021 januárjára befejeződött a felmérés és az útvonaltervezés, és folyamatban van a hidak és a pálya építése. 2023-as befejezési határidővel ez a kezdeti szakasz a tervek szerint mind az utasok, mind a teherforgalom számára használható lesz, és az előrejelzések szerint 3 milliárd amerikai dollárba kerül. 2021. január 14-én a Siemens Mobility és az egyiptomi közlekedési minisztérium alá tartozó Nemzeti Alagútügyi Hatóság között egyetértési nyilatkozatot írtak alá Egyiptom első nagysebességű vasúti rendszerének megtervezéséről, telepítéséről és karbantartásáról. Az eredetileg „második vonalnak” nevezett, Alexandria és Borg el-Arab közötti vonalat ebbe a szerződésbe vonták be, és 2022-től mindkettő építés alatt áll. A Siemens vezette konzorcium 2021 szeptemberében 4,5 milliárd dolláros szerződést kapott az el-Ajn esz-Szohna és Marsza Matrúh, valamint Alexandria közötti vonalak megépítésére, és a tervek szerint 2027-ben fejeződik be. A vonalon Siemens Velaro nagysebességű személyszállító vonatok közlekednek majd. Ezt a 660 km-es szakaszt úgy tervezik, hogy évente akár 30 millió utast is szállíthasson, felére csökkentse az utazási időt, és 70%-kal csökkentse a szén-dioxid-kibocsátást.

### Kék vonal
A második vonal a Nílus nyugati partján, Október 6. városától Fajjúmon, Minján, Asszuánon és Abu Szimbelen keresztül 1100 km hosszan fog húzódni. A helyi állomások között lesz el-Ajját, el-Fasn, el-Idva, Bani Mazár, Szamalút, Abu Kurkász, Mallávi és Dajrút. A vonal felmérési és építési munkálatait 2022 márciusában kezdték meg az egyiptomi hatóságok, különösen Október 6. város és Fayoum környékén, várható tervezési sebessége 250 km/h, de a vonatok előzetes üzemelése 230 km/h sebességgel történik majd. 2022 májusában bejelentették e vonal meghosszabbítását Asszuántól Abu Szimbelen keresztül Toshka és Sark el-Ovajnát felé a nyugati sivatagban, valamint a szudáni Vádi-Halfa felé történő meghosszabbítását. A Kuwait Alap az Arab Gazdaságfejlesztésért 2,45 millió dolláros megvalósíthatósági tanulmányt írt alá egy 283,5 km hosszú vonalra Asszuántól Toshka és Abu Szimbel felé, valamint a 80 km-es szudáni meghosszabbításra, amely egy 6 km-es hidat is tartalmaz a Nasszer-tó felett.

### Piros vonal
A harmadik vonal a tervek szerint délen Szafágától Szahl Hasísen, Gurdakán, Kelet-Szohágon, Kenán és Kúszon keresztül Luxorba vezet, és Luxorban ér véget, 2,7 milliárd dollár összköltséggel, kétéves építési idővel. A második és harmadik vonal építésére vonatkozó szerződéseket a tervek szerint 2022 márciusában írta volna alá a Siemens; a 8. sz. 1 milliárd eurós szerződést 2022. május 31-én írta alá az egyiptomi kormány és a Siemens (valamint konzorciumi partnerei, az Orascom Construction és a The Arab Contractors), és a második és harmadik vonal, valamint 41 db 8 kocsis Siemens Velaro nagysebességű személyszállító vonat, 94 Siemens Desiro nagy kapacitású négy kocsis regionális szerelvény és 41 Siemens Vectron tehervonati mozdony, valamint ETCS Level 2 és a megfelelő elektromos hálózat megépítését tartalmazza.
A teljes hálózat a tervek szerint 23 milliárd dollárba kerül és több mint 2000 km hosszú lesz.

## Jövőbeli projektek
Az egyiptomi közlekedési miniszter, Kámel el-Vazír 2020 novemberében jelentette be azt a szándékot, hogy Marsza Matrúhtól kelet felé, el-Negajla keresztül a líbiai határon fekvő esz-Szallúmig, a líbiai Bengáziig tartó meghosszabbítást építene, amit a Líbiai-Egyiptomi Kereskedelmi Kamara 2021. január 18-án ismét megerősített. 2021-ben egy Szíváig tartó meghosszabbítást is említettek, ami része az egyiptomi kormány nagyobb tervének, hogy politikai és gazdasági kapcsolatokat építsen ki Líbiával és Szudánnal, beleértve a Vádi Halfát is.